# Melnyky (hromada Medwediwka)
Melnyky (ukr. Мельники) – wieś na Ukrainie, w obwodzie czerkaskim, w rejonie czerkaskim, w hromadzie Medwediwka. W 2019 liczyła 905 mieszkańców.